# Lacosoma
Lacosoma är ett släkte av fjärilar. Lacosoma ingår i familjen Mimallonidae.

## Dottertaxa tillLacosoma, i alfabetisk ordning[1]
- Lacosoma arizonicum
- Lacosoma asea
- Lacosoma aurora
- Lacosoma bigodia
- Lacosoma briasia
- Lacosoma cantia
- Lacosoma chiridota
- Lacosoma diederica
- Lacosoma julietta
- Lacosoma ladema
- Lacosoma lola
- Lacosoma ludolpha
- Lacosoma lygia
- Lacosoma maldera
- Lacosoma medalla
- Lacosoma otalla
- Lacosoma oyapoca
- Lacosoma perplexa
- Lacosoma philastria
- Lacosoma raydela
- Lacosoma rosea
- Lacosoma schausi
- Lacosoma syrinx
- Lacosoma turnina
- Lacosoma valera
- Lacosoma valva
- Lacosoma violacea
- Lacosoma vulfreda
- Lacosoma zonoma